# Johann Christian Wäser
Johann Christian Wäser (* 1743 in Dobrilugk; † 1781 in Breslau) war ein deutscher Theaterschauspieler und selbstständiger Theaterleiter.

## Leben

### Anfänge bis 1769

Maria Barbara Wäser, geb. Schmidtschneider; Wäsers Ehefrau und Mitgründerin der Wäserschen Gesellschaft

Wäsers Anfänge sind seit 1757 bei der Schauspielgesellschaft einer Frau Hochbruckner mit Pantomimenvorstellungen bekannt. Von dieser Truppe trennte er sich zusammen mit seiner späteren Ehefrau, der Schauspielerin Maria Barbara Schmidtschneider (* 1750 in Nürnberg; † 16. Dezember 1797) und wechselte zu Johann Friedrich Neuhoff (1720–1764) nach Sankt Petersburg.
Nach dieser Schaffensperiode lösten sie sich ebenfalls und zogen in der später sogenannten Wäserschen Gesellschaft umher.
Sie spielten in Reval, Riga, in polnischen Städten, in Lübeck, Hamburg, Stralsund, Kiel und Rostock. Von dort reisten sie nach 1769 nach Frankfurt.

### Leipziger Zeit 1770
Ab 1770 spielte die Wäsersche Gesellschaft in Leipzig an insgesamt 79 Tagen. Zu Neujahr wurde am Grimmaischen Stadttor aufgeführt. Das Programm umfasste Pantomimen und Balletts, geleitet vom Ballettmeister Kummer. Über diese Zeit ist eine Kritik von Christian Heinrich Schmid unter dem Pseudonym Siegmund von Schweigerhausen erschienen, das Wäser als Schauspieler von untergeordneter, von der Erscheinung her aber von größerer Bedeutung war. Seine Frau erwarb sich den Ruf einer guten Schauspielerin u. a. in den Rollen der Medea, Ariadne, Orsina (Emilia Galotti) und Lanassa.
Zu dieser Zeit spielte in Leipzig die Koch’sche Gesellschaft im Comödienhaus mit dem Repertoire des klassischen Schauspiels. Auf Dauer waren zwei Schauspielgesellschaften in Leipzig zu viel. Nachdem Wäser Ende Oktober abreiste, kehrte er noch 1771 vom 3. bis 23. Oktober und 1775 vom 26. April bis 26. Mai in die Bude vor dem Grimmaischen Tor, die im April 1777 abgebrochen wurde, zurück.

### Wirken in Dresden, Schlesien und Preußen bis 1781
Ab 19. November 1770 spielte Wäser im Dresdner Theater auf dem Brühl’schen Wall; nach verschlechtertem Geschäft siedelte er am 29. September 1772 nach Breslau über. Von dort aus bereiste er kleinere schlesische Städte. Durch den in dieser Zeit erlangten Wohlstand sicherte er sich nach dem Tode von Franz Schuch dem Jüngeren (1741–1771) sowohl das schlesische als auch das preußische Schauspielprivileg.
Der Versuch, 1776 in Wien Fuß zu fassen, missglückte. Durch die Übernahme der Thymischen Gesellschaft bildete er eine neue, zweite Wäsersche Gesellschaft, mit der er z. B. in Küstrin, Brandenburg, Braunschweig, Hannover, Minden, Osnabrück, Halberstadt und Magdeburg mit großem Erfolg auftrat.
Wäser starb 1781 in Breslau. Sein Privileg für Schlesien ging auf seine Witwe über, die das Breslauer Theater bis zu ihrem Tod am 16. Dezember 1797 leitete und zuvor mit ihren beiden Truppen in den schlesischen Gebirgsstädten und in Glogau, sowie Stettin, Magdeburg und in Westfalen spielte.
Wäsers Bruder (1741–1789) vertrat ihn eine Zeit lang, gründete aber mit einem Herrn Krosseck eine eigene Gesellschaft und besuchte westpreußische Städte.
Er hatte in militärischen Rollen Erfolg. Er starb in Folge eines Pferdesturzes zwischen Graudenz und Danzig.

## Werk
- Johann Franz Brockmann; Johann Christian Wäser: Ein Schreiben über die Vorstellung des Hamlet von der Wäserischen Gesellschaft. 1778, 32 Seiten. (Digitalisat)